# Halowy Puchar Europy w Lekkoatletyce 2003
1. Halowy Puchar Europy w Lekkoatletyce – drużynowe zawody lekkoatletyczne, które zostały rozegrane 15 lutego 2003 w Lipsku. Wśród kobiet impreza zakończyła się zwycięstwem Rosjanek, a wśród panów najlepsi okazali się Hiszpanie.

## Wyniki końcowe

### Mężczyźni
| Pozycja | Reprezentacja   | Punkty |
| ------- | --------------- | ------ |
| 1.      | Hiszpania       | 56     |
| 2.      | Niemcy          | 56     |
| 3.      | Francja         | 49     |
| 4.      | Rosja           | 49     |
| 5.      | Włochy          | 47     |
| 6.      | Polska          | 46     |
| 7.      | Wielka Brytania | 39     |
| 8.      | Grecja          | 24     |

### Kobiety
| Pozycja | Reprezentacja   | Punkty |
| ------- | --------------- | ------ |
| 1.      | Rosja           | 60     |
| 2.      | Niemcy          | 49     |
| 3.      | Wielka Brytania | 40     |
| 4.      | Francja         | 40     |
| 5.      | Polska          | 40     |
| 6.      | Hiszpania       | 37     |
| 7.      | Grecja          | 32     |
| 8.      | Rumunia         | 31     |